# ジェイソン・テリー
ジェイソン・ユージーン・テリー（Jason Eugene Terry、1977年9月15日 - ）は、アメリカ合衆国のワシントン州シアトル出身のバスケットボール選手。ポジションは主にシューティングガードだがポイントガードもできる。現在はNBAGリーグのグランドラピッズ・ゴールドでヘッドコーチを務めている。ひざの怪我を防ぐためにハイソックスを履いてプレーしていた。NBAでのスリーポイントフィールドゴール成功数は歴代3位である（引退当時）。

## 経歴

### プロ入りまで
少年時代はシアトル・スーパーソニックスに所属していたゲイリー・ペイトンにあこがれていた。
1994年、1995年と2年連続で高校を州のチャンピオンに導いた。この時の背番号31は、2007年に永久欠番となった。
アリゾナ大学時代の1997年にはマイク・ビビー、マイケル・ディッカーソン、マイルズ・サイモンらとチームメートで、NCAAトーナメントに優勝している。1999年にはパシフィック・テン・カンファレンスの最優秀選手、及びオールアメリカンのファーストチームに選ばれた。

### アトランタ・ホークス
1999年のNBAドラフトで、アトランタ・ホークスから1巡目全体10位で指名を受けた。
1999-2000シーズンには平均19.7得点をあげ、チームトップのスティール、アシスト、フリースロー成功数を残しオールルーキー・セカンドチームに選ばれた。ホークスからオールルーキーチームに選ばれたのはステイシー・オーグモン以来のことであった。
2001年にはオーストラリアのブリスベーンで行われたグッドウィルゲームズにアメリカ代表として出場した。
2002年1月15日の、ダラス・マーベリックス戦で自己最多の46得点を記録。
2003年のシカゴ・ブルズ戦で初のトリプルダブルを達成した。このシーズン、彼は600アシストを達成したが、これはホークスの選手としてはムーキー・ブレイロック、ドック・リバースに次いで史上3人目であった。
ホークスには5シーズン在籍し、オールスターレベルの成績を残した。しかしチームはドアマットに沈んでおり、オールスターゲーム出場もなくプレーオフ出場は叶わなかった。ホークスではシューティングガードとして出場することが多かった。

### ダラス・マーベリックス
2004年8月、アントワン・ウォーカー、トニー・デルクとの交換で、アラン・ヘンダーソンと共にダラス・マーベリックスへ移籍した。マーベリックスではそれまで先発ポイントガードとして活躍していたスティーブ・ナッシュの移籍が決定しており、後釜の選手を熱望していた。ポイントガードとして、テリーはチームにフィットするまで多少の時間が掛かったものの、徐々にチームの攻撃的なスタイルに慣れていった。シーズン途中に移籍してきたダレル・アームストロングが先発出場し、テリーは6thマンとして出場する機会もあったが、大半では先発として出場、シュート成功率50%以上、3ポイントシュート成功率40%以上、フリースロー成功率80%の活躍をした。そしてこの年、プレーオフ初出場を果たし平均17.5得点、シュート成功率51%の数字をあげる活躍を見せたがチームはカンファレンスセミファイナルでスティーブ・ナッシュが移籍したフェニックス・サンズに2勝4敗で敗れた。
2005-06シーズンは出場した全試合で先発出場した。デビン・ハリスら若手の活躍もあり、ゲーム途中はシューティングガードを務めるなどの器用な起用法でチーム躍進の鍵になった。その分、ポイントガードに徹していた昨年よりも平均得点は上昇しアシストは減少するというホークス時代のスタイルがマーベリックスで発揮された。サンアントニオ・スパーズとのカンファレンスファイナル第6戦は出場停止となったがチームは4勝3敗でNBAファイナル出場を決めた。ファイナル第6戦で彼はシュート25本中7本、3ポイントシュート11本中2本しか成功できずチームは2勝4敗でマイアミ・ヒートに敗れた。この年のプレーオフではチームトップの得点をあげた。
2006年7月1日、フリーエージェント市場が解禁されてわずか12時間後に彼はマーベリックスと6年契約を結んだ。
2006-07シーズンからは完全にシューティングガードにコンバートされて、このシーズンは1試合平均16.7得点をあげた。チームはウェスタン・カンファレンストップの67勝15敗の成績をあげたがプレーオフ1回戦でゴールデンステート・ウォリアーズに敗れた。第1シードのチームがプレーオフ1回戦で敗れたのは7試合制になってから初めてのことであった。
その翌年の07-08シーズン以降は徐々にシックスマンとしての出場が増え、08-09シーズンは74試合中63試合をシックスマンとして登場し、一試合平均19.6得点を挙げて初のタイトルとなるシックスマン賞を獲得した。マーベリックスからの受賞はロイ・タープリー、アントワン・ジェイミソンに次いで3人目であった。
2010年3月、ミネソタ・ティンバーウルブズ戦で相手ガードのコーリー・ブリューワーとの接触プレーで眼窩底を骨折、手術を行った。手術後7日から10日程度で復帰すると当初予想されていたが怪我による欠場は長引いた。
2011年5月8日のロサンゼルス・レイカーズ戦ではプレーオフタイ記録となる9本の3ポイントシュートを決める（それまでにレックス・チャプマン、ヴィンス・カーター、レイ・アレンが記録していた。）など32得点をあげた。その試合で彼が失敗した3ポイントシュートはわずか1本であった。NBAファイナルでは5年前と同じ相手、マイアミ・ヒートと対戦した。第6戦の前半、不調だったダーク・ノヴィツキーに代わり活躍、チームはこの試合に勝利し、4勝2敗でファイナル初優勝を果たした。

### ボストン・セルティックス
2012年7月18日、3年契約でボストン・セルティックスへ移籍した。

### ブルックリン・ネッツ
2013年6月28日、ポール・ピアース、ケビン・ガーネットとともにブルックリン・ネッツに移籍した。

### ヒューストン・ロケッツ
2014年7月、ヒューストン・ロケッツに移籍した。12月22日のポートランド・トレイルブレイザーズ戦で史上3人目となる2000本目のスリーポイントを成功させた（レジー・ミラー、レイ・アレンに次ぐ）。

### ミルウォーキー・バックス
2016年8月18日、ミルウォーキー・バックスと契約。2017年9月15日にバックスと再契約した。

## 選手としての特徴
- スリーポイントフィールドゴールはレギュラーシーズン通算2282本で歴代3位（引退当時）で、成功率は約38%。
- 2011年のNBAファイナル（英語版）での活躍を筆頭にベンチからの出場でも20得点以上を多数記録し、2008-09シーズンにはシックスマン賞を受賞した。
- 平均20得点近いシーズンはたくさんあったが、NBAオールスターゲームには縁がなかった。

## 人物
- 10人兄弟の1人として生まれた。妻との間に4人娘がいる[3]。ワシントン・ウィザーズに所属しているマーテル・ウェブスターとは従兄弟同士である。
- 1995年にアリゾナ大学に入学したが、単位不足で卒業できないままプロ入りした。その後もオフには大学に通い、19年かけて卒業を果たした[16]。
- ニックネームは"JET"である[17]。その愛称に因んで、クラッチタイムでの3Pシュートを決めた時、両腕を翼のように広げ前傾姿勢で走りながらジェット機の真似をするパフォーマンスを行う[18]。
- ホークス時代からハイソックス（長靴下）を愛用している。
- 背番号は長く「31」を着用し（ホークス、マーベリックス、ネッツ、ロケッツに所属していた合計16シーズン）、公式SNSアカウントにもこの番号を使用している。

## 個人成績

### レギュラーシーズン
| シーズン   | チーム     | GP   | GS  | MPG  | FG%  | 3P%  | FT%  | RPG | APG | SPG | BPG | TO  | PPG  |
| ---------- | ---------- | ---- | --- | ---- | ---- | ---- | ---- | --- | --- | --- | --- | --- | ---- |
| 1999–2000  | ATL        | 81   | 27  | 23.3 | .415 | .293 | .807 | 2.0 | 4.3 | 1.1 | .1  | 1.9 | 8.1  |
| 2000–01    | ATL        | 82   | 77  | 37.7 | .436 | .395 | .846 | 3.3 | 4.9 | 1.3 | .1  | 2.9 | 19.7 |
| 2001–02    | ATL        | 78   | 78  | 38.0 | .430 | .387 | .835 | 3.5 | 5.7 | 1.8 | .2  | 2.3 | 19.3 |
| 2002–03    | ATL        | 81   | 81  | 38.0 | .428 | .371 | .887 | 3.4 | 7.4 | 1.6 | .2  | 3.1 | 17.2 |
| 2003–04    | ATL        | 81   | 78  | 37.3 | .417 | .347 | .827 | 4.1 | 5.4 | 1.5 | .2  | 2.8 | 16.8 |
| 2004–05    | DAL        | 80   | 57  | 30.0 | .501 | .420 | .844 | 2.4 | 5.4 | 1.4 | .2  | 1.8 | 12.4 |
| 2005–06    | DAL        | 80   | 80  | 35.0 | .470 | .411 | .800 | 2.0 | 3.8 | 1.3 | .3  | 1.7 | 17.1 |
| 2006–07    | DAL        | 81   | 80  | 35.1 | .484 | .438 | .804 | 2.9 | 5.2 | 1.0 | .2  | 1.9 | 16.7 |
| 2007–08    | DAL        | 82   | 34  | 31.5 | .467 | .375 | .857 | 2.5 | 3.2 | 1.1 | .2  | 1.1 | 15.5 |
| 2008–09    | DAL        | 74   | 11  | 33.7 | .463 | .366 | .880 | 2.4 | 3.4 | 1.3 | .3  | 1.6 | 19.6 |
| 2009–10    | DAL        | 77   | 12  | 33.0 | .438 | .365 | .866 | 1.8 | 3.8 | 1.2 | .2  | 1.4 | 16.6 |
| 2010–11    | DAL        | 82   | 10  | 31.3 | .451 | .362 | .850 | 1.9 | 4.1 | 1.1 | .2  | 2.0 | 15.8 |
| 2011–12    | DAL        | 63   | 1   | 31.7 | .430 | .378 | .883 | 2.4 | 3.6 | 1.2 | .2  | 2.0 | 15.1 |
| 2012–13    | BOS        | 79   | 24  | 26.9 | .434 | .372 | .870 | 2.0 | 2.5 | .8  | .1  | 1.3 | 10.1 |
| 2013–14    | BKN        | 35   | 0   | 16.3 | .362 | .379 | .667 | 1.1 | 1.6 | .4  | .0  | .8  | 4.5  |
| 2014–15    | HOU        | 77   | 18  | 21.3 | .422 | .390 | .813 | 1.6 | 1.9 | .9  | .2  | 1.0 | 7.0  |
| 2015–16    | HOU        | 72   | 7   | 17.5 | .402 | .356 | .818 | 1.1 | 1.4 | .7  | .1  | .7  | 5.9  |
| 2016–17    | MIL        | 74   | 0   | 18.4 | .432 | .427 | .828 | 1.4 | 1.3 | .6  | .3  | .5  | 4.1  |
| 2017–18    | MIL        | 51   | 4   | 16.0 | .383 | .348 | .889 | .9  | 1.2 | .8  | .3  | .5  | 3.3  |
| 通算：19年 | 通算：19年 | 1410 | 679 | 29.8 | .444 | .380 | .845 | 2.3 | 3.8 | 1.1 | .2  | 1.7 | 13.4 |

### プレーオフ

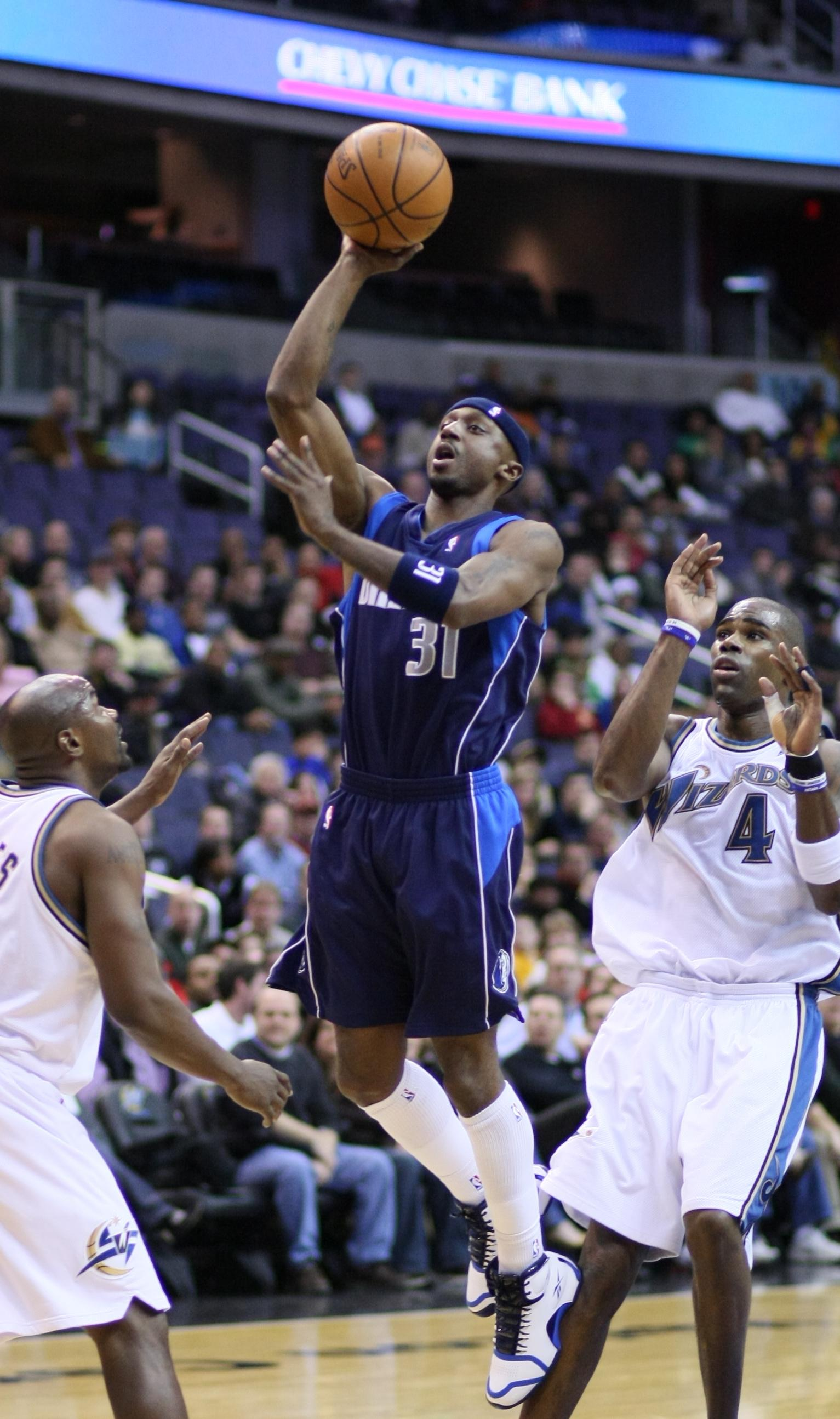
シュートを放つジェイソン・テリー（中央）

| シーズン   | チーム     | GP  | GS | MPG  | FG%  | 3P%  | FT%   | RPG | APG | SPG | BPG | TO  | PPG  |
| ---------- | ---------- | --- | -- | ---- | ---- | ---- | ----- | --- | --- | --- | --- | --- | ---- |
| 2005       | DAL        | 13  | 13 | 38.5 | .506 | .491 | .884  | 4.2 | 4.6 | 1.3 | .5  | 2.3 | 17.5 |
| 2006       | DAL        | 22  | 22 | 38.4 | .442 | .307 | .831  | 2.9 | 3.8 | 1.2 | .0  | 2.0 | 18.9 |
| 2007       | DAL        | 6   | 6  | 38.2 | .424 | .281 | .833  | 2.3 | 3.7 | .8  | .3  | 2.8 | 17.0 |
| 2008       | DAL        | 5   | 3  | 36.0 | .433 | .438 | .867  | 1.6 | 4.8 | .4  | .2  | 1.0 | 15.8 |
| 2009       | DAL        | 10  | 1  | 32.5 | .389 | .373 | .767  | 2.8 | 1.9 | .6  | .3  | 1.6 | 14.3 |
| 2010       | DAL        | 6   | 0  | 29.0 | .377 | .400 | .750  | 2.5 | 2.0 | .7  | .2  | 1.0 | 12.7 |
| 2011       | DAL        | 21  | 0  | 32.6 | .478 | .442 | .843  | 1.9 | 3.2 | 1.2 | .1  | 1.5 | 17.5 |
| 2012       | DAL        | 4   | 1  | 34.8 | .455 | .500 | .625  | 2.3 | 3.8 | .3  | .0  | 2.0 | 13.8 |
| 2013       | BOS        | 6   | 1  | 31.5 | .444 | .441 | .818  | 2.2 | 2.0 | .7  | .3  | .8  | 12.0 |
| 2015       | HOU        | 17  | 17 | 28.6 | .425 | .354 | .813  | 2.2 | 2.8 | .9  | .1  | 1.2 | 9.2  |
| 2016       | HOU        | 5   | 0  | 24.8 | .342 | .316 | 1.000 | 2.2 | 1.2 | .4  | .2  | .6  | 7.0  |
| 2017       | MIL        | 6   | 0  | 11.3 | .333 | .200 | 1.000 | 1.3 | .8  | .5  | .2  | .3  | 2.5  |
| 2018       | MIL        | 3   | 0  | 14.7 | .400 | .400 | ---   | .7  | .7  | .3  | .0  | .3  | 2.0  |
| 出場：13回 | 出場：13回 | 124 | 64 | 32.2 | .441 | .385 | .829  | 2.5 | 3.0 | .9  | .2  | 1.5 | 14.1 |